# Silent Hill: Shattered Memories
Silent Hill: Shattered Memories — компьютерная игра в жанре survival horror, разработанная британской компанией Climax Group и изданная Konami. Является седьмой частью в серии, а также «переосмыслением» первой Silent Hill. Видеоигра была выпущена на игровой приставке Wii в Северной Америке 8 декабря 2009 года, в Европе — 5 марта 2010 года и ровно через двадцать дней — в Японии. Игра создавалась командой из 55 человек в сотрудничестве с более чем 90 художников и актёров. Впоследствии проект был портирован на портативную консоль PlayStation Portable и стационарную PlayStation 2.
За основу сюжета взята та же самая история, в которой главный герой, писатель по имени Гарри Мэйсон, после автомобильной аварии теряет свою дочь Шерил, и все события игры описывают поиски этой девочки в таинственном городе под названием Сайлент Хилл. Фактически, из оригинальной игры позаимствованы только имена некоторых персонажей и названий мест, а в остальном же сюжет полностью отличается от первоисточника.

## Игровой процесс
Shattered Memories значительно отличается от предыдущих игр серии. Главным таким отличием является отсутствие в игре оружия, и, как следствие, возможности противостояния монстрам. Камера обзора теперь расположена за плечом главного героя. HUD-интерфейс всё так же отсутствует, однако теперь уровень здоровья у персонажа отображается не в меню паузы, а во время самой игры — при получении урона края экрана начинают светиться белым цветом, и чем больше игрок получает повреждений, тем сильнее становится свечение. Была убрана и система инвентаря; единственными вещами, которые можно находить и использовать, стали ключи и фальшфейеры.
Основная часть игры состоит в обследовании локаций, поисков ключей, решении головоломок. В игре нет оружия, Гарри экипирован только фонариком и сотовым телефоном, с помощью которого можно просматривать карту, получать текстовые и аудио-сообщения, фотографировать и звонить на любые номера. В зависимости от различных действий игрока, игра составляет психологический профиль, который будет влиять на внешний облик и поведение персонажей игры, концовку, облик монстров, интерьер (экстерьер) ключевых локаций, а также на сообщения, которые Гарри находит в процессе прохождения игры.
Когда игра переходит в режим «Кошмар» (англ. The Nightmare) игроку приходится прорываться сквозь монстров, которых можно отбросить от себя, временно ослепить сигнальным фальшфейером, или задержать с помощью подручных средств, но невозможно ранить или убить. Альтернативный мир разительно отличается от того, что можно было видеть в других частях: вместо огня, окровавленных стен и ржавых решёток — обледеневшие улицы, холод и большое количество снега.

## Сюжет
Начальные сцены игры происходят в кабинете психотерапевта Майкла Кауфманна, которого игрок имеет возможность наблюдать от первого лица. Тот предлагает заполнить анкету, на основе которой будет составлен психологический портрет, а после ответов на все вопросы действие переносится в заснеженный город Сайлент-Хилл. Гарри Мэйсон приходит в сознание в своей машине и понимает, что его дочь Шерил пропала. Он отправляется искать её в городе, но на улице не может найти ни одного живого человека — в свете надвигающейся снежной бури все горожане укрылись в своих жилищах. Спустя некоторое время, в опустевшем кафе Гарри встречает офицера полиции Сибил Беннет (или барменшу, в зависимости от ответов на вопросы), после разговора с которой вспоминает, что живёт в Сайлент-Хилле на улице Левин, всего лишь в нескольких кварталах отсюда. Он пытается привести в порядок свою память, по-видимому пострадавшую после аварии, но весь город внезапно превращается в ледяной кошмар, в котором ему приходится убегать от страшных существ, по виду напоминающих голых обезображенных людей.
Вся игра построена таким образом, что после каждого ключевого момента истории действие переносится обратно в терапевтический кабинет, в котором между незримым пациентом, неизменно сидящим в кресле, и врачом ведётся беседа на тему психологии. Кауфманн упоминает об автомобильной аварии и даёт игроку понять, что данная беседа происходит уже по прошествии основных событий игры. После очередного теста Гарри снова оказывается в Сайлент-Хилле, он приходит к себе домой, но обнаруживает, что там живёт совершенно другая, незнакомая ему семья. Вскоре его подбирает Сибил и предлагает проехать в полицейский участок, где она могла бы рассказать о всех происходящих в этом месте странностях. Но по пути снег заметает ветровое стекло машины, полицейская останавливается и выходит, чтобы посмотреть, где они сейчас находятся, а Гарри, не дождавшись её возвращения, убегает в лес. После ещё одного кошмара Гарри оказывается в местной школе под названием Мидвич. Здесь он встречает Мишель Вальдес, бывшую ученицу этого учебного заведения, приехавшую сюда на встречу выпускников (которая из-за снежной бури была отменена). Девушка заявляет, что училась вместе с Шерил Мэйсон, с чем Гарри согласиться не может, поскольку его дочь ещё ребёнок, ей всего лишь семь лет. Тогда Мишель ведёт его в кабинет директора, и после взлома компьютера с базой данных оказывается, что Шерил действительно является выпускницей школы Мидвич. Кроме того, Гарри узнаёт домашний адрес и телефон этой Шерил, но внутри школы плохой сигнал, компьютер зависает и поэтому он решает выйти на улицу. Наружу ему приходится пробиваться через альтернативный мир, убегая и прячась от ужасных созданий.
Гарри избавляется от кошмара, встречает Мишель и следует за ней в ночной клуб (она там работает, и там припаркована её машина, на которой можно поехать к Шерил). Оказавшись в клубе, Гарри на некоторое время отходит в уборную, но по возвращении вместо Мишель видит Далию, своенравную молодую девушку, которая утверждает, что была с Гарри на протяжении всего этого времени. Напуганный и дезориентированный, он соглашается уехать отсюда вместе с Далией, которая считает его своим парнем. На машине они через мост едут в другую часть города, но происходит ещё один кошмар, в результате которого девушка замерзает, и автомобиль, падая с разрушающегося моста, проваливается под лёд. Чудом выбравшегося Гарри спасает Сибил, она отвозит его в больницу и рассказывает, что обнаружила в полицейском участке некий странный документ. Но прежде чем она успевает всё объяснить, происходит ещё один кошмар, и Гарри вынужден отсюда убегать. В результате он снова оказывается в больнице и встречает Лизу, медсестру скорой помощи, которая на машине протаранила одну из стен здания. Он провожает её домой, даёт таблетки от головной боли и, оставив спать, отправляется в торговый центр. Но, не успев попасть внутрь, получает тревожный звонок от Лизы, возвращается и, в зависимости от цвета отданных ей таблеток, обнаруживает её либо при смерти, либо уже мёртвой. Появляется Сибил и пытается арестовать Гарри, обвиняя его в убийстве Лизы и в том, что он выдаёт себя за другого человека. Город снова оборачивается в кошмар, и по заледенелым улицам Гарри бежит в квартиру взрослой Шерил, но там встречает только лишь постаревшую Далию, которая удивлена и напугана его появлением. Далия считает себя женой Гарри и в доказательство показывает ему обручальное кольцо, но тот совершенно её не помнит. Прежде чем мир снова покрывается льдом, женщина успевает сказать, что Шерил сейчас находится на маяке. Гарри пытается покинуть жилой дом, но находит себя пойманным в бесконечном лабиринте из комнат. После долгих блужданий по коридорам главный герой оказывается в спальне Шерил, появляется Мишель и, вместе со своим парнем Джоном, предлагает отвезти Гарри к маяку.
В машине между Мишель и Джоном происходит ссора, и оба они покидают автомобиль, а Гарри, оставшись в одиночестве, через канализационный туннель и парк развлечений добирается до доков. Он берёт лодку и встречает Далию (снова молодую). По пути девушка соблазняет Гарри, но мир покрывается льдом, и главный герой по замёрзшему озеру бежит к светящемуся огоньку маяка, в ходе чего сначала получает сообщение от Далии, которая умоляет его вернуться, а потом от Сибил — с фотографией Шерил. Через некоторое время лёд проламывается и до побережья Гарри вынужден добираться вплавь, но не успев доплыть, тонет, его выбрасывает на берег, там из воды ему помогает выбраться Сибил и говорит, что человек по имени Гарри Мэйсон погиб в дорожно-транспортном происшествии уже как 18 лет назад. Она не пытается его остановить и советует пройти в маяк — там он найдёт ответы на все вопросы. Подойдя к маяку, Гарри обнаруживает, что на самом деле это терапевтическая клиника доктора Кауфманна.
Действие возвращается в терапевтический кабинет, где доктор Кауфманн, заявляет, что всё произошедшее было иллюзией. Оказывается, что проходившим тесты человеком на самом деле был не Гарри, а его двадцатипятилетняя дочь Шерил, которая после той аварии помешалась рассудком и до сих пор не может смириться со смертью своего отца. Гарри заходит в кабинет, и Шерил понимает, что он — всего лишь результат её душевного расстройства, вызванного тяжёлой психологической травмой. Те обрывочные события, происходившие с Гарри, в действительности были вызваны не амнезией, а детскими воспоминаниями его дочери. Само путешествие Гарри от момента аварии до пришествия к маяку стало результатом попыток доктора Кауфманна проникнуть в подсознание Шерил и выявить причину её тревог. Чем ближе доктор подбирался к правде, тем напряжённей и опасней становился мир вокруг Гарри, бессмысленные с первого взгляда части истории всё больше прояснялись, под конец собравшись в цельную картину. Последние сцены зависят от психологического портрета игрока. По одному из вариантов развития событий Шерил признаёт смерть отца, и терзающие её воспоминания развеиваются; другой вариант предполагает, что она не может простить отца за то, что он делал при жизни, но воспоминания всё равно её отпускают; в соответствии с третьим вариантом Шерил по-прежнему не может смириться со смертью Гарри и продолжает жить в своём вымышленном мире, в котором её отец до сих пор жив.

## Разработка
Слухи о возможной разработке ремейка оригинальной Silent Hill появились ещё в 2006 году, сразу после премьеры фильма «Сайлент Хилл», который, в свою очередь, тоже был основан на первой части серии. Но тогда эта идея была реализована в виде приквела Silent Hill: Origins, небольшой игры для карманной консоли PlayStation Portable. Новая волна слухов поднялась в феврале 2009 года, и, спустя несколько месяцев, начало разработки было подтверждено экспертным заключением британской рейтинговой организации British Board of Film Classification. Официальный анонс состоялся в том же году, с майским номером журнала Nintendo Power. Позднее выяснилось, что над созданием игры работает студия Climax, в команде разработчиков состоят 55 человек, с которыми сотрудничают более чем 90 художников и актёров.
По словам Сэма Барлоу, каждая игра в жанре survival horror основывалась на составляющих из первых частей Alone in the Dark и Resident Evil, а они были вдохновлены фильмами о зомби.

## Музыка
| №   | Название                                                  | Длительность |
| --- | --------------------------------------------------------- | ------------ |
| 1.  | «Always on My Mind» (в исполнении Мэри Элизабет Макглинн) | 5:09         |
| 2.  | «When You're Gone» (в исполнении Мэри Элизабет Макглинн)  | 3:11         |
| 3.  | «Searching the Past»                                      | 2:31         |
| 4.  | «Childish Thoughts»                                       | 1:32         |
| 5.  | «Creeping Distress»                                       | 2:15         |
| 6.  | «Hostility»                                               | 1:55         |
| 7.  | «Snow Driven»                                             | 2:30         |
| 8.  | «Hibernation»                                             | 2:18         |
| 9.  | «Devil's Laughter»                                        | 1:52         |
| 10. | «Lost Truth»                                              | 2:48         |
| 11. | «Angel's Scream»                                          | 2:40         |
| 12. | «Another Warm Body»                                       | 1:52         |
| 13. | «Forsaken Lullaby»                                        | 1:52         |
| 14. | «Raw Shock»                                               | 1:43         |
| 15. | «Lives Wasted Away»                                       | 2:03         |
| 16. | «Blackest Friday»                                         | 1:46         |
| 17. | «Endless Depths»                                          | 1:30         |
| 18. | «Different Persons»                                       | 2:30         |
| 19. | «Ice»                                                     | 3:00         |
| 20. | «Acceptance» (в исполнении Мэри Элизабет Макглинн)        | 4:04         |
| 21. | «Hell Frozen Rain» (в исполнении Мэри Элизабет Макглинн)  | 5:40         |

Написанием музыки для игры занимался штатный композитор серии Акира Ямаока. После окончания разработки он покинул «Konami». В саундтрек вошли 21 звуковая дорожка, в том числе кавер-версия на знаменитую песню «Always on My Mind», исполненную вокалисткой Мэри Элизабет Макглинн (кроме того, она приняла участие в записи ещё трёх песен). В качестве бонуса саундтрек высылался всем, кто сделал предзаказ на североамериканскую версию игры.
16 марта 2011 года вошёл в сборник «Silent Hill Sounds Box», выпускавшийся на территории Японии.
17 апреля 2012 года появился ещё один саундтрек, который распространяется в iTunes Store. Отличие заключается в том, что из него исключена композиция «Always on My Mind» по причине авторских прав и отсутствия лицензии.

## Отзывы и критика
| Сводный рейтинг    | Сводный рейтинг                        |
| Агрегатор          | Оценка                                 |
| ------------------ | -------------------------------------- |
| GameRankings       | Wii: 79,36 % PS2: 76,83 % PSP: 71,80 % |
| Metacritic         | (Wii) 79/100 (PS2) 77/100 (PSP) 73/100 |
| Иноязычные издания |                                        |
| Издание            | Оценка                                 |
| 1UP.com            | C+                                     |
| Edge               | 6 из 10                                |
| Game Informer      | 6,25 из 10                             |
| GamePro            | 2,5 из 5                               |
| GameRevolution     | B                                      |
| GameSpot           | 8 из 10                                |
| GameSpy            | 3,5 из 5                               |
| GameTrailers       | 8,5 из 10                              |
| IGN                | 8,6 из 10                              |
| Nintendo Power     | 8 из 10                                |
| ONM                | 8,6 из 10                              |

Демо-версия Shattered Memories была представлена общественности в июне 2009 года на выставке Electronic Entertainment Expo. Интернет-портал IGN в своей номинации «Best of E3» сразу же присудил игре три награды: лучшая игра для приставки Wii, лучшая приключенческая игра и лучшее графическое исполнение. GameSpy в рамках категории «E3 2009 Editors Choice Awards» так же назвал Shattered Memories лучшей игрой для Wii, представленной на выставке.
После официального выхода крупнейшие оценочные сайты Metacritic и Game Rankings присвоили игре 79 % рейтинга для версии на Wii. Журнал Nintendo Power остановился на восьми баллах из десяти, похвалив глубину погружения и представленные в геймплее головоломки, но при этом отнёс к отрицательным качествам снижение уровня ужаса и недоработку со сценами преследования: «Возможно, игра далека от того, чего мы все ожидали, но Shattered Memories интересна, прежде всего, как смелый интригующий эксперимент». Обозреватель сайта IGN одобрительно отнёсся к сценам погони, назвав их пугающими, похвалил атмосферное использование сигнального огня и уход от традиционной схемы Silent Hill, однако раскритиковал небольшую продолжительность игры и отсутствие разнообразия среди монстров, поставив в итоге 8,6. Критики GameTrailers остановились на оценке в 8,5 баллов, тоже подметили необычную задумку с сигнальными огнями и положительно охарактеризовали управление, но были огорчены отсутствием какой-либо боевой системы и плохой реализацией потенциально интересных сцен погони. Четыре из пяти баллов удостоил игру сайт Giant Bomb, в обзоре подмечено интуитивное применение контроллера Wii Remote и его взаимодействие с игровым мобильным телефоном. Также в 2009 году они наградили игру двумя премиями в таких номинациях как «Лучшая игра для Wii» и «Лучшая концовка». Official Nintendo Magazine оценил «Воспоминания» на 86 %: «Очень жаль, что игра настолько коротка, с другой стороны, это, возможно, одна из лучших игр для Wii». Российский игровой интернет-портал Binaries назвал Shattered Memories лучшим из того, что случалось с серией за последние годы.
Некоторые обозреватели встретили проект резкой критикой. Например, в канадской игровой телепередаче X-Play ей дали всего лишь два балла из пяти, ведущий Адам Сесслер был возмущён отсутствием боевой системы, а геймплей назвал сырым и полным ошибок: «Это не ужас на выживание… это какая-то нудная бредятина». Сайт GameZone остановился на оценке в 6,5 баллов из 10: «Как интерактивная история, Shattered Memories, глубока и незабываема. Музыка просто непостижима — если кто-то и понимает истинное значение музыки в играх жанра survival/horror, то это Акира Ямаока. Но новички, ищущие сложность в геймплее и постоянное напряжение, потеряют интерес к игре уже после первого прохождения».
Таким образом, нарекания критиков и игроков затронули следующие моменты. «Переосмысление» первой части перемежается психологическими тестами, в зависимости от ответов на которые изменяются окружение и события. Кровь заменена на лёд, монстры однообразны, убить их нельзя, интересных загадок больше нет. Хотя игра получилась лучше Silent Hill: Homecoming, однако идеи взяты из серий Clock Tower, Project Zero, Alone in the Dark. Музыка выигрывает только за счёт Акиры Ямаоки.
В итоге, Silent Hill: Shattered Memories оказался триллером, но не ужасом. Британские разработчики привнесли новые диалоги и детали, что было весьма далеко от классического Сайлент Хилла.
Сайт «Канобу» дал 28 место в топ-100 компьютерных игр. Shattered Memories деконструировала историю поиска дочери из первой Silent Hill. Получилась игра-биография, наполненная психологизмом, где всё посвящено раскрытию ключевого персонажа. Составные части гармонично сочетаются по причине отсутствия сражений. Психологический хоррор не соотносится с избиением десятков одинаковых монстров ломом. Здесь нет наследия предыдущих частей: сектантов, древних богов и паранормальных явлений. Это взрослая, целостная и законченная история, которая позволяет трактовать по-разному и поощряет повторные прохождения.
По мнению «Игромании», самое грустное в этой истории не то, что исписавшиеся японцы потеряли контроль над созданной ими серией. Поклонение первым двум выпускам не позволило большинству фанатов разглядеть в Shattered Memories достойного продолжателя идей оригинала. Если бы на ней всё и закончилось, то можно было бы сказать, что франшиза ушла на высокой ноте. Вернуть Silent Hill таким, каким он был, невозможно, — но игры, рассказывающие мрачные, глубокие, психологические истории, будут уместны всегда.

### Комментарии
1. ↑  С англ. «Сайлент Хилл: Расколотые воспоминания», где Сайлент Хилл — вымышленный американский город, в котором происходит действие серии игр. Подзаголовок игры также можно перевести как «Разрозненные воспоминания» или «Обрывки памяти».